# サブリミナル (世にも奇妙な物語)
「サブリミナル」は、1992年12月30日にフジテレビの『世にも奇妙な物語』で放送されたテレビドラマ。主演は東幹久。演出は星護。脚本は高山直也。

## ストーリー
（放送当時からすれば5年後の近未来となる）1997年。人口増加に拍車がかかり、日本の人口は3億4,000万人にまで増加し、65歳以上の高齢者の比率も高くなっていた。
大手新聞社に記者として勤める西村弘明（東）は、ある日社会部に異動となり、そこでベテラン記者の神野（森本レオ）と組むことになる。早速2人は、ここ数ヶ月で頻発している老人の自殺について調べることになった。しかし、全く糸口が見つからないまま、またもや老人の自殺の一報が複数同時に入る。
悩んでいる2人の元に1本の電話があり、相手は「大学教授をやっていて、心理学を教えている」という男性・岡村であった。岡村曰く「最近頻発している老人の自殺の原因が分かったから直接会って話したい。学会で発表しようとしたが警察に止められた」という。しかし、指定された待ち合わせ場所には誰もおらず、西村が「ガセか」と言うと、待ち合わせ場所近くの電話ボックスの受話器が外れたままになっていたことに着目した神野は「自分達に電話していたことは間違いない」と確信し、岡村が勤める大学の研究室に向かう。しかし、岡村は先月の学会以降失踪していると助手に門前払いを食らった。
途方に暮れる2人だったが、神野の閃きから大学関係者を諦め、彼の妻に尋ねることにした。夫が突然行方不明になったことに戸惑う妻に大学での研究内容を尋ねると「家では仕事のことを口にしない人だったからわからない」といわれるが、「もし何かを掴んだとするなら、自分の専門分野からじゃないか」とも話す。その分野を尋ねると「サブリミナル」だという。
サブリミナル効果について調べた2人は「何者かが何らかの方法で老人達にサブリミナルを仕掛け、自殺するように仕向けた」という仮説を立てるが、それにはサブリミナルを仕掛けるための「共通の映像」を見せる必要がある。すると西村が、老人の自殺が始まった時期と同じ時期からあるCMが頻繁に流れ始めていたことに気づいた。セクシーな南米風の美女が明るい曲調でサンバを踊り、一頻り踊ったら女性がガムを噛み、明るく「パラダイス・ガ・ム!!」と流れるものであった。
この「パラダイスガム」のCMに仕掛けがあると確信した2人がCMの映像を解析すると、その内の1コマに「バイバイ65　65歳以上の者は自ら死を選べ」というメッセージが印字されているのを発見する。それと同時に政府が「65歳以上の老人の年金を倍増する」制度「ハッピー65」を提案していたのを2人は思い出す。
一連の老人の自殺は支持率獲得を狙って「ハッピー65」制度を提案し、支持率を上げてから65歳以上の老人を自殺させて人口を減らすという、政府の陰謀によるものだった。
この大スクープを掴んだ神野と西村は早速編集長に報告するが、「憶測だけでは記事にできない」とボツにされてしまう。しかし、「絶対に公にしなければならない」と使命感に燃えた2人はライバル社にこのネタをリークしようと考え、2人でライバル社に向かう。しかし、その途中で突然乗用車が2人の元に突っ込んでくる。神野の咄嗟の判断で助けられた西村だったが、代わりに神野が車に撥ねられてしまい、車には逃げられてしまう。周囲の人間にすぐに救急車を呼ぶよう頼むが、誰も相手にしてくれない。するとすぐに救急車が到着。救急隊員によって神野は乗せられるが、その救急隊員は「クチャクチャクチャ、クチャクチャクチャ…」と、あのパラダイスガムを噛んでいたのだ。西村の同乗を振り切り出発した救急車。それを追おうとする西村を「事情聴取のため署へ任意同行」するため取り押さえる。見ると警察官もパラダイスガムを噛んでいた。その場にいた人間は全員グルだったのだ。
警察官の制止を振り切り逃げる西村。どうにか振り切り、途中で見つけた電話ボックスで編集長にことのあらましを伝えようとすると、「君らの記事は採用が決定した」と答えつつも、電話の向こうから「クチャクチャクチャ、クチャクチャクチャ…」。編集長も既に抱きこまれていた。さらに上を通る電車から居場所を察知された西村は再び逃走する。
誰も信じられなくなった西村が町へと迷い出ると、生放送の街頭インタビューが行われていた。それにすがるようにインタビュー途中に乱入、自分が掴んだ真実を伝えようとする。しかしすぐに「しばらくお待ちください」と放送を打ち切られてしまう。途方に暮れる西村。ふと顔を上げると大勢の人々が自分を見ていることに気づく。ゆっくりと近づき、ついに取り囲まれ暴行を受ける西村。「なんで俺なんだよ!!」と絶叫する西村に次々と人々が襲い掛かってゆく。
すると町のショールームのテレビから、パラダイスガムのCMが流れてくる。カメラがCM画面に近寄り、コマ送りされるとそのコマの一つに、西村の顔写真と共に「この男を抹殺せよ」と、新たなるメッセージが表示されていた。画面は切り替わり、黒の背景に「現在日本では、CM等に於けるサブリミナル広告の制作、放送はされていない。」の文字。それが表示されたと同時にコマ送りの重低音で、「パラダイス…・ガ…・ム…」

## 現実のサブリミナル効果
サブリミナル効果には作中のように自殺に導いたり、特定の人物を殺させるなどの劇的な効果はなく、疑似科学として否定されている。

## 出演
- 西村弘明：東幹久
- 神野（ジンさん）：森本レオ
- 佐渡稔
- 泉晶子
- 戸沢佑介
- 飛志津秀治
- 冒頭の自殺する老人：神田正夫
- 咲野俊介
- 関口郷子
- 畝田谷育子
- 森喜行
- 岩尾康延
- 里木佐甫良
- 津野哲郎
- 小倉雄三
- 橋本菊子
- 千葉茂
- 岩渕俊宣
- 渋谷優子
- 武川信介
- 松田真知子
- 勝部演之